# Kinsale
Kinsale (Iers: Cionn tSáile) is een plaats in het Ierse graafschap County Cork. Het ligt 25 kilometer ten zuiden van Cork, aan de monding van de Bandon nabij de Old Head of Kinsale. In 2011 telde het 2198 inwoners.
Kinsale was in 1601 het toneel van het Beleg van Kinsale, waarbij Engelse troepen een gecombineerde Iers-Spaanse troepenmacht, geleid door Hugh Roe O'Donnell en Hugh O'Neill, versloegen. Gedwongen door deze nederlaag en om meer schade voor land en bezit te voorkomen, vluchtten verschillende Ierse graven en andere edelen weg uit Ierland. een actie die bekend is gerworden als de Vlucht van de Graven.
In 1690 vertrok Jacobus II van Engeland en Ierland, na zijn nederlaag in de Slag aan de Boyne, vanuit Kinsale naar Frankrijk.
Charles Fort, gelegen aan de zuidezijde van de "Summer Cove", is gebouwd in 1677. Het is fort is speciaal aangelegd om de ingang van de haven te beschermen, met name om de Fransen en Spanjaarden het gebruiuk van de haven te ontzeggen in geval van een landing in Ierland.
James Fort is gelegen aan de andere zijde van de inham, om het Castlepark schiereiland. Vanuit dit fort kon, in tijden van oorlog, een onderwaterkabel worden gespannen naar Charles Fort. De bedoeling van deze kabel was om vijandelijke schepen tot zinken te brengen door het afscheuren of beschadigen van de bodem.
Na het tot zinken brengen van de RMS Lusitania door een Duitse U-boot, werden de overlevenden en een deel van de slachtoffers in Kinsale aan land gebracht. De daaropvolgende lijkschouwing vond plaats in het gebouw van de plaatselijke rechtbank.

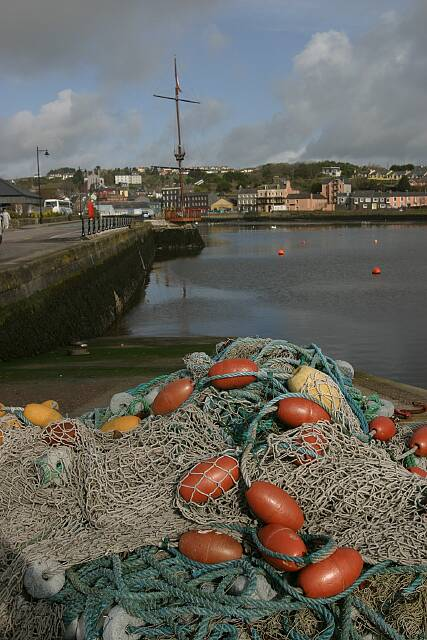
Aan de kade in Kinsale
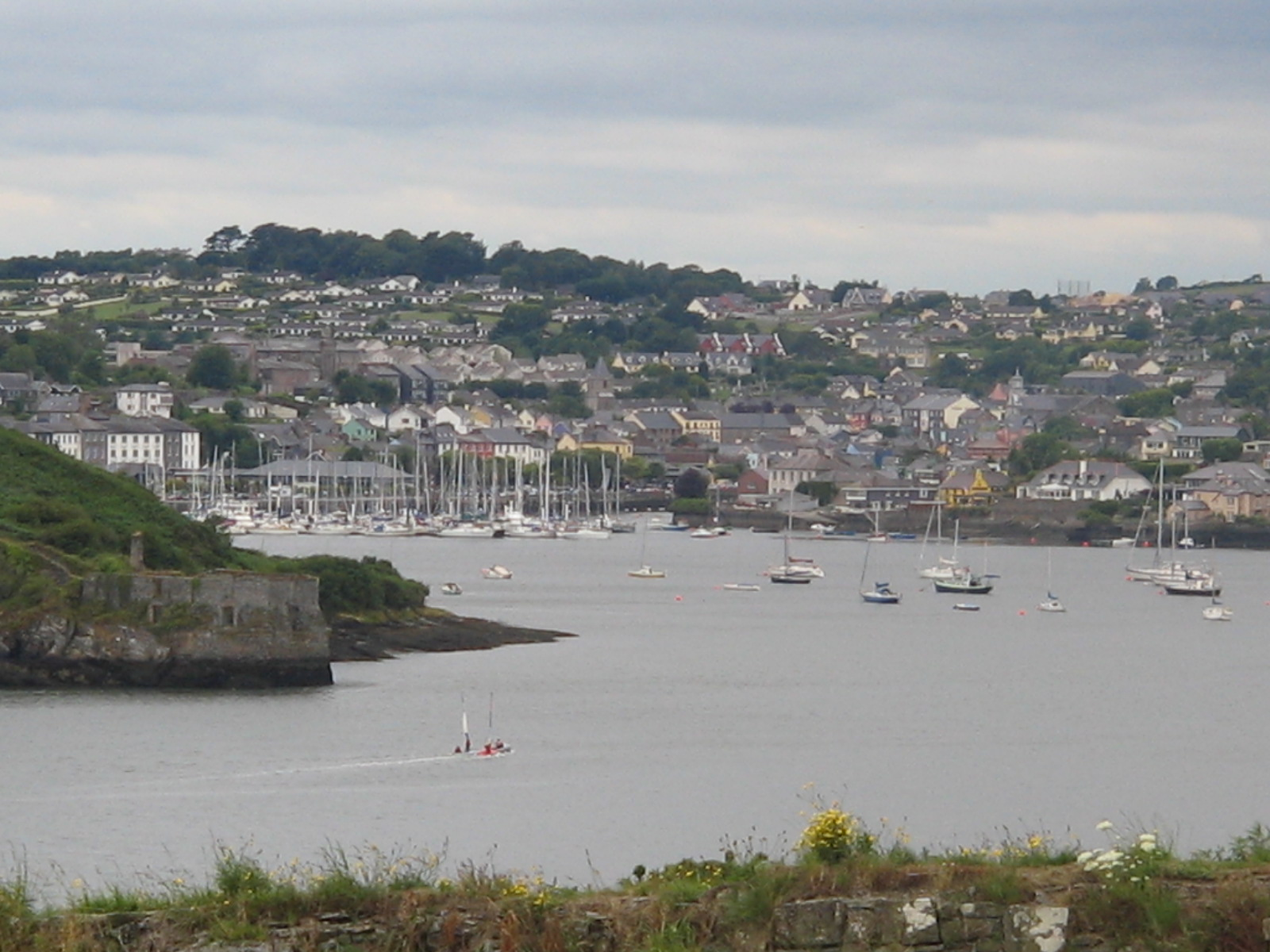
Kinsale haven
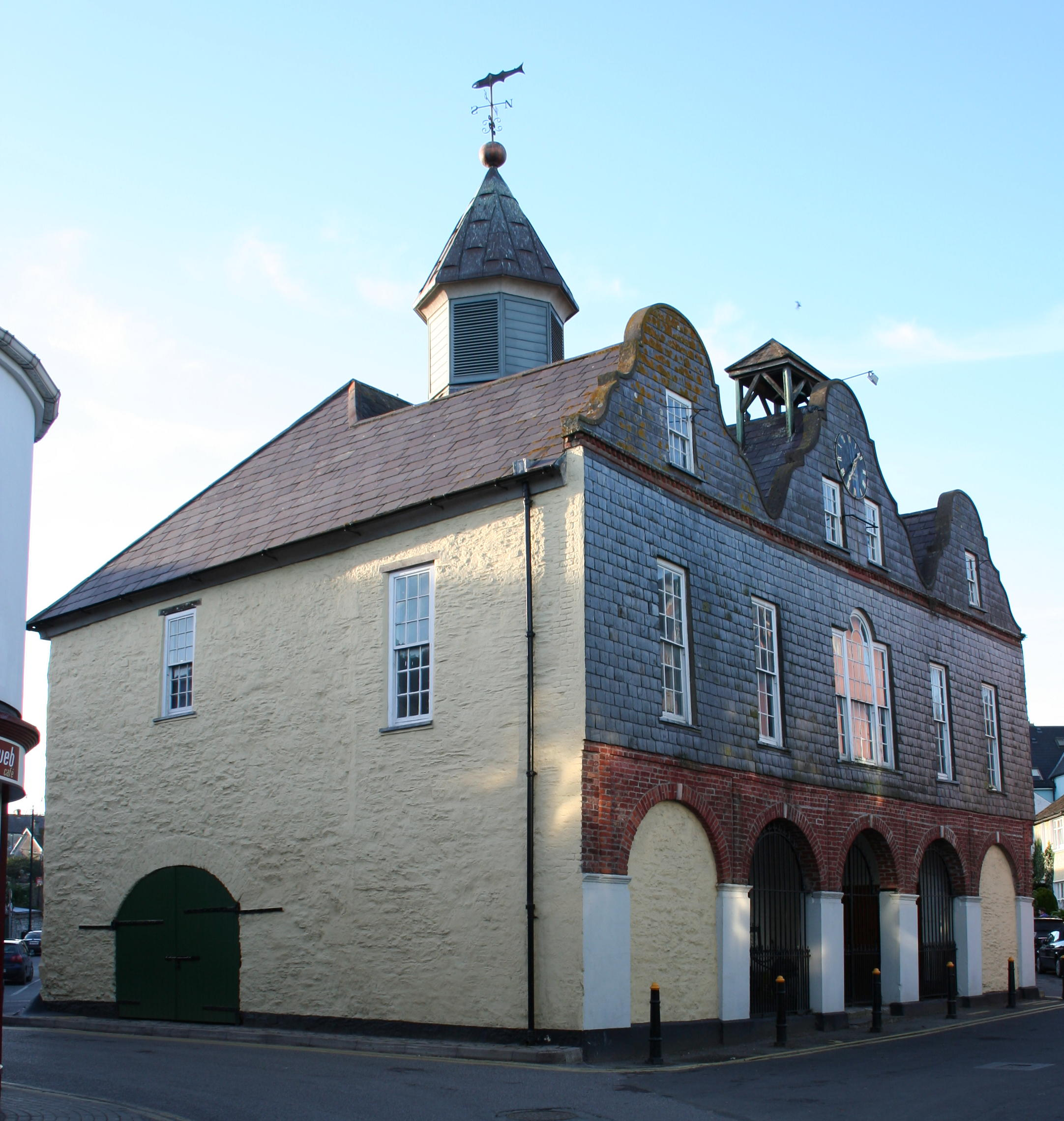
Kinsale Market House (circa 1600)